# Ондар, Маржымал Очурович
Маржымал Очурович Ондар (2 марта 1928—1996) — отличник Народного образования, заслуженный работник культуры Тувинской АССР, Народный хоомейжи Республики Тыва (1995).

## Биография
Маржымал Очурович Ондар родился 2 марта 1928 года в местности Устуу-Ишкин Тувинской Народной республики в семье знатных аратов. До 10 лет он был неграмотным. В 10 лет пошел учится читать и писать в летнюю школу. В настоящих школ в то время не было. Потом учился Кызыл-Тайгинской начальной школе, в которой занимались 30 учеников. Из-за перекочевки чабанской семьи, Маржымал учился в разных школах: в Суг-Аксынской, Арыг-Узуунской, Шагонарской, Чаданской. После школы окончил трехмесячные курсы преподавателя начальных классов в Кызыле. В 1947 году трудовая деятельность началась в Кызыл-Тайгинской школе в качестве пионервожатого и педагога начальных классов. Во время службы (1950—1953) в Приморском крае, принимая участие в смотрах художественной самодеятельности, Маржымал удивил непривычным для сослуживцев горловым пением. Отслужив, вернулся на родину (Сут-Холь), продолжил преподавать в селе Алдан-Маадыр. С 1954 г. по 1960 год — учёба в Кызылском педагогическом училище на заочном отделении. С тех пор, в течение более 40 лет, Маржымал Очурович работал в сфере образования: воспитателем, заведующим интернатом, учителем физики, математики и труда.

## Творчество
Маленькому Маржымалу очень хотелось научиться играть на хомусе, но бабушка не разрешала — боялась, что Маржымал сломает его. Он смастерил себе кулузун-хомус (хомус из бамбука). Это его первый музыкальный инструмент. Изготавливать инструменты и петь горловое пение Маржымал научился от своего дяди Дагба Ондара. Творческая деятельность началась с участия на Первом республиканском фестивале художественной самодеятельности (1957 г. г. Кызыл). В составе первого фольклорного ансамбля «Сыгырга», созданного в 1975 году, Маржымал Очурович со знаменитыми хоомейжи республики принимал участие в торжественном концерте, посвященном 100-летию русского хорового общества в г. Москве (1979), в рамках мероприятий, «Олимпиады-80», в фестивале «Радуга-81» и в праздничном концерте, посвященном 40-летию Советской Тувы (Москва, 1984). Он создал детский ансамбль хоомейжи «Сарадак» (Мараленок). Республиканский конкурс молодых исполнителей хоомея носит название «Сарадак». в честь первого детского ансамбля хоомеистов. В качестве исполнителя тувинского горлового пения, музыканта на народных инструментах, мастера по изготовлению тувинских национальных инструментов он побывал во многих городах России — Иркутске, Чите, Улан-Удэ, Новосибирске, Москве, неоднократно принимал участие в работах конференций сибирских фольклористов, дружил с этномузыковедами Новосибирской консерватории Ю. Шейкиным, Н. Кондратьевой, Г. Сыченко и др. Тесно сотрудничал с горловиками ансамбля «Тыва», изготовил для солистов несколько инструментов. Знаменитый Ховалыг Кайгал-оол с игилом, изготовленным Маржымалом, объездил сотни стран мира. Однажды, случайно Х. Кайгал-оол обнаружил допшулуур Маржымала в Голландии у частного коллекционера, и выкупил за большие деньги, обратно привез в Туву. Маржымал Ондар был всесторонним человеком. У него огромное количество друзей, переписывался с педагогами, мастерами, музыкантами, исследователями со всех концов России. Люди восхищались его творчеством, обращались за советом, делали заказы на изготовление инструментов. Песни Маржымала Ондара записал этномузыколог из Массачусета Теодор Левин. Его песни записаны и хранятся в архивах ТИГИ, МНЦ «Хоомей», и в Новосибирской консерватории. В 2002 г. выпущен компакт-диск Маржымала Ондара под названием «Виртуозы тувинского хоомея».
Весной 1996 года Маржымала Ондара не стало. Все инструменты, сделанные руками Маржымала Очуровича. До 1980-х годов около 2000 хомусов. До конца своих дней он сделал:
- более 4 тыс.хомусов
- игилов- 21
- бызаанчы −38
- дошпулууров — 18
- лимби — 25
- чанзы — 16
- чадаганов — 12
- амырга — 2
- дунгуров — 3.

Сегодня на музыкальных инструментах, созданных им, играют по всей республике, многие инструменты проданы за границей.

## Семья
Отец Маржымала Очур Дыгбаевич был потомственным мастером-кузнецом. Изготавливал различные предметы быта, владел секретами тиснения по коже, делал разные украшения. Мать Чолдана Чангаевна была великой шаманкой, знатоком народных песен, которая приняла участие в становлении будущего хоомейжи Маржымала. Все дяди по матери владели хоомеем. После армии, когда преподавал в селе Алдан-Маадыр, познакомился со своей женой — Хоор Дагбаевной. Вместе они вырастили и воспитали 14 детей. Средний сын Алдын-оол погиб во время службы в Афганистане.

## Награды и звания
- II -й разряд по тяжелой атлетике (во время службы за успехи и достижения)[2]
- лауреат первого Всесоюзного фестиваля художественной самодеятельности[3] (1957)
- Отличник народного образования РСФСР (1980)
- Лауреат первого Международного фестиваля народных песен между странами Тыва, Монголия, Башкирия (1981)
- заслуженный работник культуры Тувинской АССР
- заслуженный учитель Республики Тыва
- Народный хоомейжи Республики Тыва (1995)